# Manuel Cuyàs Duran
Manuel Cuyàs Duran (Mataró, 29 de marzo de 1922-Mataró, 29 de julio de 2005) fue un dibujante de cómic español.

## Biografía
Manuel Cuyàs inició su carrera profesional como publicista.
En los años sesenta consiguió entrar en la Editorial Bruguera, donde colaboró en revistas femeninas como "Blanca" o "Mundo Juvenil", creando series como la exitosa Landers School. Pronto su obra pasó a difundirse más en el mercado británico que en su país natal.
Aparte de historietas para niñas, Cuyàs dibujó la serie de acción Astroman, sobre guiones de Víctor Mora, y varias adaptaciones de novelas clásicas para las colecciones Historias Selección Nueva y Joyas Literarias Juveniles.